# Hochsprung

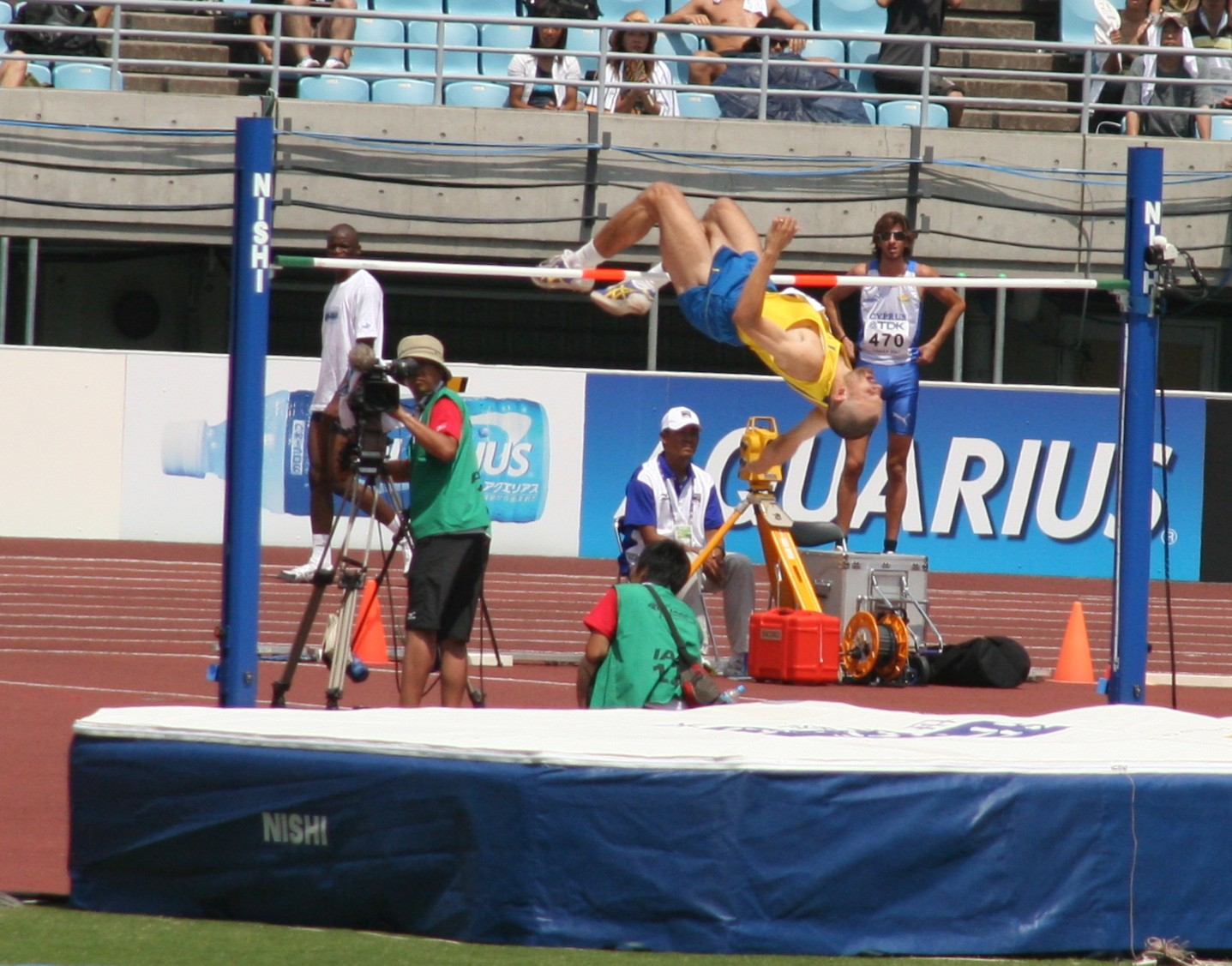
Stefan Holm während der Weltmeisterschaften 2007 in Osaka

Hochsprung ist eine Disziplin in der Leichtathletik, bei der ein Athlet versucht, beim einbeinigen Sprung über eine Latte die größtmögliche Höhe zu erzielen. Die Latte ist vier Meter lang und so auf zwei Ständern gelagert, dass sie bei leichter Berührung herunterfällt. Der Hochsprung wird als Einzeldisziplin sowie als Teildisziplin von Mehrkampfwettbewerben wie dem Sieben- und dem Zehnkampf ausgetragen.
Im Laufe der Zeit wurde die Sprungtechnik immer wieder verändert, so dass sich inzwischen wesentlich größere Höhen als die eigene Körpergröße überspringen lassen. Die besten Männer erreichen über 2,40 Meter (Weltrekord: 2,45 m von Javier Sotomayor am 27. Juli 1993), die besten Frauen über 2,05 Meter (Weltrekord: 2,10 m von Jaroslawa Mahutschich 2024). Der Hochsprung ist seit 1896 in Athen olympische Disziplin für Männer und seit 1928 in Amsterdam für Frauen. Von 1900 in Paris bis 1912 in Stockholm wurde bei den Olympischen Spielen auch ein Wettbewerb im Standhochsprung veranstaltet.

## Geschichte

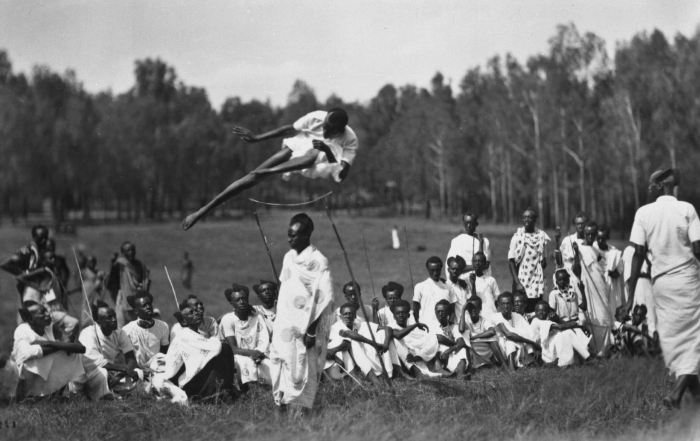
Ein Mann springt über eine über zwei Meter hohe Hürde (aufgenommen zwischen 1929 und 1937 im heutigen Ruanda)

Der Hochsprung war noch keine Disziplin der Olympischen Spiele der Antike, ist jedoch als Wettkampf der Kelten überliefert. Außerhalb Europas war im Königreich Ruanda Hochsprung traditionell. Beim gusimbuka urukiramende wurden verschiedene Techniken angewandt. In England gab es ab Mitte des 19. Jahrhunderts Hochsprungwettkämpfe. Frauenwettbewerbe wurden zuerst 1895 in den USA ausgetragen. Bei den Olympischen Spielen steht der Hochsprung für Männer seit den ersten Spielen, 1896 in Athen, im Programm, für Frauen seit 1928 in Amsterdam (den ersten Spielen mit Frauenbeteiligung in leichtathletischen Disziplinen).
Bereits 1865 wurden bei Wettkämpfen in England die bis in die Gegenwart gültigen Regeln formuliert, nach denen je aufgelegter Höhe drei Versuche erlaubt sind, nach einem Fehlversuch keine geringere Höhe probiert werden darf und mit einem Fuß abgesprungen werden muss.
Seit 1925 müssen sich die Auflageflächen für die Latte gegenüberstehen, so dass ein bloßes Berühren schon zum Reißen führt. Bis 1936 war vorgeschrieben, dass als erster Körperteil die Füße die Latte überqueren müssen. Heutzutage überquert man die Latte mit dem Kopf zuerst.

## Meilensteine
- Männer
  - Erster über sechs Fuß (1,8288 m): Marshall Brooks (GBR), 1876
  - Erster von der IAAF offiziell anerkannter Weltrekord: 2,00 m, George Horine (USA), 18. Mai 1912, Palo Alto
  - Erster über 2,05 Meter: 2,06 m, Walter Marty (USA), 28. April 1934, Palo Alto
  - Erster über 2,10 Meter: 2,11 m, Lester Steers (USA), 17. Juni 1941, Los Angeles
  - Erster über 2,20 Meter: 2,22 m, John Thomas (USA), 1960
  - Erster über 2,30 Meter: 2,30 m, Dwight Stones (USA), 1973
  - Erster über 2,40 Meter: 2,40 m, Rudolf Powarnizyn (URS), 1985
  - Erster über 2,45 Meter: 2,45 m, Javier Sotomayor (CUB), 27. Juli 1993 in Salamanca
- Frauen
  - Erste über 1,70 Meter: 1,71 m, Fanny Blankers-Koen (NED), 1943
  - Erste über 1,80 Meter: 1,80 m, Iolanda Balaș (ROM), 1958
  - Erste über 1,90 Meter: 1,90 m, Iolanda Balaș (ROM), 1961
  - Erste über 2 Meter: 2,00 m, Rosemarie Ackermann (DDR), 1977
  - Erste über 2,05 Meter: 2,05 m, Tamara Bykowa (URS), 1984
  - Erste über 2,10 Meter: 2,10 m, Jaroslawa Mahutschich (UKR), 2024

Den größten Unterschied zwischen Körper- und Sprunghöhe – 59 Zentimeter – erzielte Franklin Jacobs (USA): Bei einer Größe von 1,73 m übersprang er 1978 die Höhe von 2,32 m. Dies wurde 2005 auch von Stefan Holm erreicht, der bei 1,81 m Körpergröße 2,40 m übersprang. Bei den Frauen hält die Bestmarke von 35 Zentimeter die Italienerin Antonietta Di Martino, die im Februar 2011 in der Halle 2,04 m übersprang, ihre Bestmarke im Freien ist 2,03 m. Di Martino ist 1,69 m groß. Nach ihr hat die Griechin Niki Bakogianni, die 1996 bei 1,71 m Größe 2,03 m übersprang, mit 32 Zentimetern die zweitgrößte Differenz übersprungen.

## Erfolgreichste Sportler
- Je zweifacher Olympiasieger wurden sowohl Iolanda Balaș (ROM), 1960 und 1964 als auch Ulrike Meyfarth (FRG), 1972 und 1984.
- Einmal Gold und zweimal Silber bei Olympischen Spielen gewann Sara Simeoni (ITA), 1980 Gold, 1976 und 1984 Silber.
- Je einmal Gold und Silber bei Olympischen Spielen gewannen Con Leahy (IRL), 1906 Gold, 1908 Silber, Waleri Brumel (URS), 1964 Gold, 1960 Silber, Jacek Wszoła (POL), 1976 Gold, 1980 Silber und Javier Sotomayor (CUB), 1992 Gold, 2000 Silber.
- Je zwei Gold- und Silbermedaillen bei Weltmeisterschaften gewann Javier Sotomayor (CUB): Er siegte 1993 und 1997 und wurde 1991 und 1995 Zweiter.
- Je zweimal Weltmeister wurden Stefka Kostadinowa (BUL), 1987 und 1995, Hestrie Cloete (RSA), 2001 und 2003 und Blanka Vlašić (CRO) 2007 und 2009.
- Marija Lassizkene gewann als Einzige drei Weltmeistertitel (2015, 2017 und 2019).
- Mutaz Essa Barshim wurde 2017, 2019 und 2022 Weltmeister und gewann 2013 Silber.

## Techniken
Zum Überqueren der Latte gibt es verschiedene Techniken. Vorgeschrieben ist, dass nur mit einem Bein abgesprungen wird.
Die älteste Technik im Hochsprung ist die Frontalhocke. Man läuft gerade auf die Latte zu und springt kraftvoll ab. Die Arme und das Sprungbein werden dabei nach oben gezogen (wie in einer Hocke). Danach zieht man die Beine, die immer noch in der Hocke sind, zum Körper hin. Nachdem man die Latte überquert hatte, landete man mit den Füßen zuerst auf der Matte. Die Höhe, die man dabei erreicht hat, ist nicht mit der Höhe, die man beim Fosbury-Flop erreicht, zu vergleichen, da der Körperschwerpunkt bei dieser Technik höher als die Latte ist.

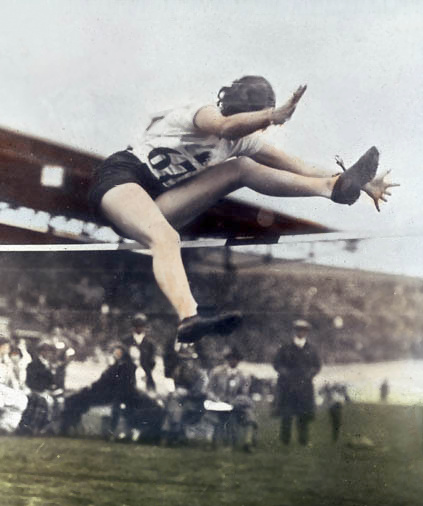
Schersprung

Lange Zeit dominierend war der Schersprung, bei dem der Springer mit aufrechtem Oberkörper die Latte überquert, wobei das der Latte nächste Bein gestreckt nach oben geschleudert wird, um die Latte zu überqueren. Den Schersprung zeigte erstmals William Page (USA) im Jahre 1874.

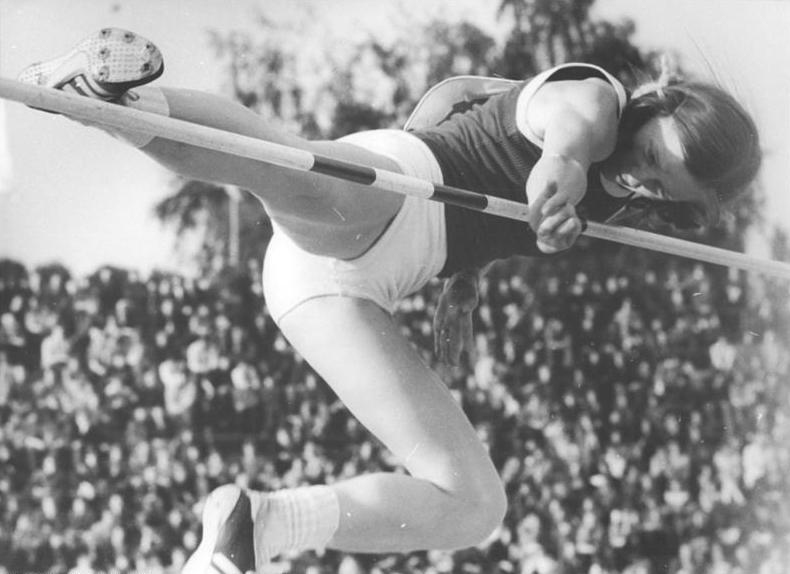
Rollsprung von Rosemarie Witschas, 23. Juni 1974

Er wurde abgelöst durch den Rollsprung und später den Wälzer oder Straddle, bei dem der Springer die Latte bäuchlings überquert. Sprungbein ist das der Sprunglatte nächste Bein, während das Schwungbein einen Bogen nach oben über die Latte beschreibt. In höchster Vollendung, als Tauchwälzer, ist er dem inzwischen üblichen Flop fast ebenbürtig. Der letzte bedeutende Straddle-Springer war der für die UdSSR startende Wladimir Jaschtschenko, der 1977 und 1978 mit 2,33 m, 2,34 m und (in der Halle, deshalb inoffiziell) 2,35 m Weltrekorde aufstellte. Auch die erste 2-Meter-Springerin, Rosemarie Ackermann, benutzte den Straddle.

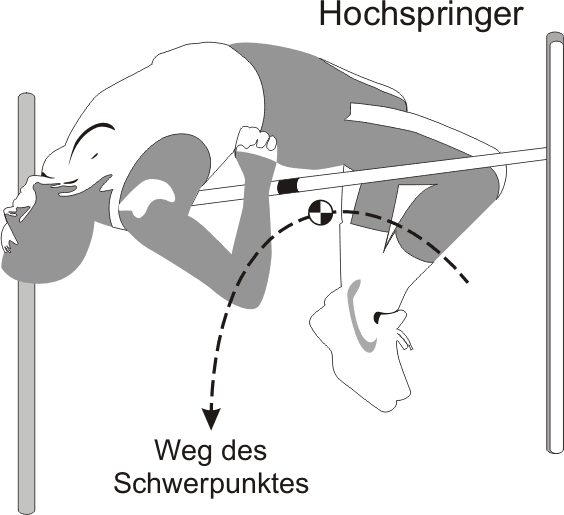
Fosbury-Flop und Bewegung des Schwerpunktes beim Sprung (übertriebene Darstellung)

Nachdem weiche Matten hinter der Latte ausgelegt wurden, war es möglich, andere Methoden zu entwickeln.
Beim Rückwärtssprung (Flop) läuft der Springer beim Anlauf eine Kurve, dreht beim Absprung oder in der Steigephase den Rumpf und überquert die Latte rücklings. Bereits in den 1950er Jahren war es Fritz Pingl, der diesen Sprungstil praktizierte. In Ermangelung von Matten schloss er seine Sprünge stets mit einer Drehung ab, um nicht mit dem Rücken aufzuschlagen. Bei den österreichischen Leichtathletik-Meisterschaften stellte er die Technik zum ersten Mal vor. 1957 verbesserte er den österreichischen Rekord auf 1,96 m. Ebenfalls wurde bereits 1959 durch Roland Fink (DDR) der Rückwärtssprung praktiziert. Fink errang damit u. a. bei den DDR-Mannschaftsmeisterschaften 1963 die Bronzemedaille. Trotz der Erfolge der beiden Springer fand der Sprung noch keine internationale Aufmerksamkeit, da sie nie an internationalen Meisterschaften teilnahmen.
Der derzeit praktizierte Fosbury-Flop wurde von dem Amerikaner Dick Fosbury entwickelt, der mit ihm 1968 bei den Olympischen Spielen in Mexiko-Stadt Gold gewann und dem Sprungstil so zum Durchbruch verhalf. Mit dem Flop wurde Ulrike Meyfarth 1972 in München im Alter von 16 Jahren Überraschungsolympiasiegerin.
Beim Flop unterscheidet man zwischen dem „Speedflop“, bei dem der Springer aus einer hohen Anlaufgeschwindigkeit abspringt, und dem „Powerflop“, bei dem der Springer seine Flughöhe mehr aus der Sprungkraft gewinnt. Der Absprung ist beim Speedflop flacher (45 bis 55°), beim Powerflop steiler (55 bis 65°). Die Flugparabel ist beim Speedflop folglich flacher und länger, beim Powerflop steiler und kürzer. Je nach Veranlagung sucht jeder Springer seine individuell optimalen Parameter (Anlaufgeschwindigkeit, Absprungwinkel, Überquerungsverhalten).
Endgültig setzte sich der Flop-Stil erst ab 1980 bei allen führenden Springern durch. Weitere Techniken sind Parallel-Rücken-Rollsprung und Scher-Kehr-Sprung.

## Wettkampfbestimmungen
Die Anfangshöhe und die Steigerungen (mindestens zwei Zentimeter) beim Hochsprung werden vor dem Wettkampf bekanntgegeben, und jeder Athlet muss seine Einstiegshöhe nennen. Jedem Athleten stehen drei Versuche pro Durchgang – sprich Höhe – zu. Er muss die drei Versuche allerdings nicht über diese Höhe ausführen, sondern kann z. B. nach zwei Fehlversuchen auf den dritten Versuch verzichten, was bedeutet, dass er diesen dritten Versuch bei der nächsten Höhe ausführen muss. Über diese Höhe hat er in diesem Fall nur einen einzigen Versuch. Nach drei aufeinanderfolgenden Fehlversuchen – ohne Rücksicht auf die Sprunghöhe – hat er kein Recht mehr auf weitere Sprünge. Verzichtet ein Athlet auf eine Höhe, so darf er sich erst wieder bei der nächsten Höhe versuchen. Ist nur noch ein Athlet im Wettkampf und hat er diesen gewonnen, so kann er die weiteren Höhensteigerungen selbst bestimmen.
Alle Sprunghöhen werden in ganzen Zentimetern gemessen, wobei die Oberkante der Latte maßgeblich ist. Da die Latte leicht durchhängt (erlaubt sind maximal zwei Zentimeter), wird in der Lattenmitte genau senkrecht zum Boden gemessen.
Folgende Tatbestände werden als Fehlversuch (die Entscheidung darüber trifft der Obmann Hochsprung) gewertet:
- Der Athlet springt nicht mit einem Fuß ab.
- Der Athlet berührt die Latte während des Sprungs so, dass sie nicht auf den Auflegern liegen bleibt (wird die Latte durch einen Windstoß von den Aufliegern geweht, ist dies kein Fehlversuch – bleibt sie nach einer Berührung liegen, ist dies auch kein Fehlversuch).
- Senkrecht unter der Sprunglatte ist seitlich und zwischen den Ständern eine weiße Linie abmarkiert, deren Vorderkante genau mit der vorderen Kante der Sprunglatte übereinstimmt. Berührt der Athlet vor dem Überqueren der Latte mit irgendeinem Teil seines Körpers diese Linie, den Boden dahinter oder die Matte, ist das als Fehlversuch zu werten.
- Die Versuchszeit darf nicht überschritten werden. Bei mehr als drei Wettkämpfern beträgt sie eine Minute, bei zwei oder drei Athleten anderthalb Minuten; ist nur noch ein Athlet im Wettbewerb, darf er sich maximal drei Minuten Zeit für seinen Versuch lassen. Muss ein Sportler aufgrund eines Fehlversuchs den nächsten Versuch unmittelbar starten, so stehen ihm hierfür max. zwei Minuten zur Verfügung.

### Ermittlung der Rangfolge/Gleichstand/Stichkampf
Gewonnen hat der Athlet mit der höchsten übersprungenen Höhe. Bei Gleichständen ist der Athlet mit der geringeren Anzahl an Versuchen über die letzte übersprungene Höhe besser platziert. Besteht weiterhin Gleichstand, wird die Gesamtzahl an Fehlversuchen inklusive der zuletzt übersprungenen Höhe ermittelt. Der Athlet mit der geringeren Anzahl ist besser platziert.
Zum besseren Verständnis hier ein stilisiertes Wettkampfprotokoll (O = gültig, X = Fehlversuch, - = verzichtet, o. g. V. = ohne gültigen Versuch):
| Athlet | 1,87 | 1,90 | 1,93 | 1,96 | 1,99 | 2,02 | Vers. | Fehlv. | Höhe     | Platz |
| ------ | ---- | ---- | ---- | ---- | ---- | ---- | ----- | ------ | -------- | ----- |
| A      | –    | –    | XO   | XO   | XO   | XXX  | 2     | 3      | 1,99     | 1     |
| B      | O    | –    | O    | O    | XXX  |      | 1     | 0      | 1,96     | 3     |
| C      | O    | –    | XO   | XO   | X--  | XX   | 2     | 2      | 1,96     | 4     |
| D      | –    | XO   | O    | XXO  | XXO  | XXX  | 3     | 5      | 1,99     | 2     |
| E      | –    | –    | –    | XXX  |      |      |       |        | o. g. V. |       |

Besteht nach Berücksichtigung all dieser Kriterien immer noch Gleichstand auf dem ersten Platz, so gibt es einen Stichkampf. Betrifft der Gleichstand nicht den ersten Platz, werden die Athleten gleichplatziert.
Beim Stichkampf wird wie folgt verfahren:
Die gleichstehenden Wettkämpfer führen einen weiteren Versuch über die nächstfolgende Höhe nach der erfolgreich übersprungenen Höhe aus. Schaffen es alle, so wird die Latte zwei Zentimeter höher gelegt, reißen alle, wird sie zwei Zentimeter tiefer gelegt. Bis zur Entscheidung wird jeweils nur ein Versuch über jede Höhe ausgeführt.
Das folgende Beispiel zeigt den Stichkampf der beiden Führenden eines Wettkampfes:
| Athlet | 1,87 | 1,90 | 1,93 | 1,96 | 1,99 | 2,02 | 2,05 | Vers. | Fehlv. | Höhe | 2,02 | 2,00 | 2,02 | 2,04 | Höhe | Platz |
| ------ | ---- | ---- | ---- | ---- | ---- | ---- | ---- | ----- | ------ | ---- | ---- | ---- | ---- | ---- | ---- | ----- |
| A      | –    | –    | O    | XO   | XO   | XXX  |      | 2     | 2      | 1,99 | X    | O    | O    | X    | 2,02 | 2     |
| B      | –    | XO   | O    | O    | XO   | –    | XXX  | 2     | 2      | 1,99 | X    | O    | O    | O    | 2,04 | 1     |

Anmerkung: Bei deutschen Leichtathletikwettkämpfen wird vom Wettkampfleiter festgelegt, ob es einen Stichkampf gibt (IWR R 181.8)

## Statistik

### Medaillengewinner der Olympischen Spiele

#### Männer
| Jahr | Goldmedaille                         | Silbermedaille                    | Bronzemedaille                                 |
| ---- | ------------------------------------ | --------------------------------- | ---------------------------------------------- |
| 1896 | Ellery Clark                         | James Connolly Robert Garrett     | –                                              |
| 1900 | Irving Baxter                        | Patrick Leahy                     | Lajos Gönczy                                   |
| 1904 | Samuel Jones                         | Garrett Serviss                   | Paul Weinstein                                 |
| 1906 | Con Leahy                            | Lajos Gönczy                      | Themistoklis Diakidis Herbert Kerrigan         |
| 1908 | Harry Porter                         | Géo André Con Leahy István Somodi | –                                              |
| 1912 | Alma Richards                        | Hans Liesche                      | George Horine                                  |
| 1920 | Richmond Landon                      | Harold Muller                     | Bo Ekelund                                     |
| 1924 | Harold Osborn                        | Leroy Brown                       | Pierre Lewden                                  |
| 1928 | Bob King                             | Benjamin Hedges                   | Claude Ménard                                  |
| 1932 | Duncan McNaughton                    | Bob Van Osdel                     | Simeon Toribio                                 |
| 1936 | Cornelius Johnson                    | Dave Albritton                    | Delos Thurber                                  |
| 1948 | John Winter                          | Bjørn Paulson                     | George Stanich                                 |
| 1952 | Walt Davis                           | Ken Wiesner                       | José Telles da Conceição                       |
| 1956 | Charles Dumas                        | Chilla Porter                     | Igor Kaschkarow                                |
| 1960 | Robert Schawlakadse                  | Valeri Brumel                     | John Thomas                                    |
| 1964 | Valeri Brumel                        | John Thomas                       | John Rambo                                     |
| 1968 | Dick Fosbury                         | Ed Caruthers                      | Walentin Gawrilow                              |
| 1972 | Jüri Tarmak                          | Stefan Junge                      | Dwight Stones                                  |
| 1976 | Jacek Wszoła                         | Greg Joy                          | Dwight Stones                                  |
| 1980 | Gerd Wessig                          | Jacek Wszoła                      | Jörg Freimuth                                  |
| 1984 | Dietmar Mögenburg                    | Patrik Sjöberg                    | Zhu Jianhua                                    |
| 1988 | Hennadij Awdjejenko                  | Hollis Conway                     | Rudolf Powarnizyn Patrik Sjöberg               |
| 1992 | Javier Sotomayor                     | Patrik Sjöberg                    | Hollis Conway Tim Forsyth Artur Partyka        |
| 1996 | Charles Austin                       | Artur Partyka                     | Steve Smith                                    |
| 2000 | Sergej Kljugin                       | Javier Sotomayor                  | Abderrahmane Hammad                            |
| 2004 | Stefan Holm                          | Matt Hemingway                    | Jaroslav Bába                                  |
| 2008 | Andrei Silnow                        | Germaine Mason                    | Jaroslaw Rybakow                               |
| 2012 | Iwan Uchow (2019 aberkannt)          | Erik Kynard                       | Mutaz Essa Barshim Derek Drouin Robert Grabarz |
| 2016 | Derek Drouin                         | Mutaz Essa Barshim                | Bohdan Bondarenko                              |
| 2020 | Gianmarco Tamberi Mutaz Essa Barshim | –                                 | Maksim Nedassekau                              |
| 2024 | Hamish Kerr                          | Shelby McEwen                     | Mutaz Essa Barshim                             |

#### Frauen
| Jahr | Goldmedaille          | Silbermedaille                         | Bronzemedaille                          |
| ---- | --------------------- | -------------------------------------- | --------------------------------------- |
| 1928 | Ethel Catherwood      | Lien Gisolf                            | Mildred Wiley                           |
| 1932 | Jean Shiley           | Mildred Didrikson Zaharias             | Eva Dawes                               |
| 1936 | Ibolya Csák           | Dorothy Odam                           | Elfriede Kaun                           |
| 1948 | Alice Coachman        | Dorothy Tyler                          | Micheline Ostermeyer                    |
| 1952 | Esther Brand          | Sheila Lerwill                         | Alexandra Tschudina                     |
| 1956 | Mildred McDaniel      | Thelma Hopkins Marija Pissarewa        | –                                       |
| 1960 | Iolanda Balaș         | Jarosława Jóźwiakowska Dorothy Shirley | –                                       |
| 1964 | Iolanda Balaș         | Michele Brown                          | Taissija Tschentschik                   |
| 1968 | Milena Rezková        | Antonina Okorokowa                     | Walentyna Kosyr                         |
| 1972 | Ulrike Meyfarth       | Jordanka Blagoewa                      | Ilona Gusenbauer                        |
| 1976 | Rosemarie Ackermann   | Sara Simeoni                           | Jordanka Blagoewa                       |
| 1980 | Sara Simeoni          | Urszula Kielan                         | Jutta Kirst                             |
| 1984 | Ulrike Meyfarth       | Sara Simeoni                           | Joni Huntley                            |
| 1988 | Louise Ritter         | Stefka Kostadinowa                     | Tamara Bykowa                           |
| 1992 | Heike Henkel          | Alina Astafei                          | Ioamnet Quintero                        |
| 1996 | Stefka Kostadinowa    | Niki Bakogianni                        | Inha Babakowa                           |
| 2000 | Jelena Jelessina      | Hestrie Cloete                         | Kajsa Bergqvist Oana Pantelimon         |
| 2004 | Jelena Slessarenko    | Hestrie Cloete                         | Wita Stjopina                           |
| 2008 | Tia Hellebaut         | Blanka Vlašić                          | Chaunté Howard                          |
| 2012 | Anna Tschitscherowa   | Brigetta Barrett                       | Ruth Beitia                             |
| 2016 | Ruth Beitia           | Mirela Demirewa                        | Blanka Vlašić                           |
| 2020 | Marija Lassizkene     | Nicola McDermott                       | Jaroslawa Mahutschich                   |
| 2024 | Jaroslawa Mahutschich | Nicola Olyslagers                      | Iryna Heraschtschenko Eleanor Patterson |

### Medaillengewinner der Weltmeisterschaften

#### Männer
| Jahr | Goldmedaille         | Silbermedaille                 | Bronzemedaille                |
| ---- | -------------------- | ------------------------------ | ----------------------------- |
| 1983 | Hennadij Awdjejenko  | Tyke Peacock                   | Zhu Jianhua                   |
| 1987 | Patrik Sjöberg       | Igor Paklin                    | Hennadij Awdjejenko           |
| 1991 | Charles Austin       | Javier Sotomayor               | Hollis Conway                 |
| 1993 | Javier Sotomayor     | Artur Partyka                  | Steve Smith                   |
| 1995 | Troy Kemp            | Javier Sotomayor               | Artur Partyka                 |
| 1997 | Javier Sotomayor     | Artur Partyka                  | Tim Forsyth                   |
| 1999 | Wjatscheslaw Woronin | Mark Boswell                   | Martin Buß                    |
| 2001 | Martin Buß           | Jaroslaw Rybakow               | Wjatscheslaw Woronin          |
| 2003 | Jacques Freitag      | Stefan Holm                    | Mark Boswell                  |
| 2005 | Jurij Krymarenko     | Víctor Moya Jaroslaw Rybakow   | –                             |
| 2007 | Donald Thomas        | Jaroslaw Rybakow               | Kyriakos Ioannou              |
| 2009 | Jaroslaw Rybakow     | Kyriakos Ioannou               | Raúl Spank Sylwester Bednarek |
| 2011 | Jesse Williams       | Alexei Dmitrik                 | Trevor Barry                  |
| 2013 | Bohdan Bondarenko    | Mutaz Essa Barshim             | Derek Drouin                  |
| 2015 | Derek Drouin         | Zhang Guowei Bohdan Bondarenko | –                             |
| 2017 | Mutaz Essa Barshim   | Danil Lyssenko                 | Majd Eddin Ghazal             |
| 2019 | Mutaz Essa Barshim   | Michail Akimenko               | Ilja Iwanjuk                  |
| 2022 | Mutaz Essa Barshim   | Woo Sang-hyeok                 | Andrij Prozenko               |

#### Frauen
| Jahr | Goldmedaille        | Silbermedaille                            | Bronzemedaille                  |
| ---- | ------------------- | ----------------------------------------- | ------------------------------- |
| 1983 | Tamara Bykowa       | Ulrike Meyfarth                           | Louise Ritter                   |
| 1987 | Stefka Kostadinowa  | Tamara Bykowa                             | Susanne Beyer                   |
| 1991 | Heike Henkel        | Jelena Jelesina                           | Inha Babakowa                   |
| 1993 | Ioamnet Quintero    | Silvia Costa                              | Sigrid Kirchmann                |
| 1995 | Stefka Kostadinowa  | Alina Astafei                             | Inha Babakowa                   |
| 1997 | Hanne Haugland      | Olga Kaliturina Inha Babakowa             | –                               |
| 1999 | Inha Babakowa       | Jelena Jelesina                           | Swetlana Lapina                 |
| 2001 | Hestrie Cloete      | Inha Babakowa                             | Kajsa Bergqvist                 |
| 2003 | Hestrie Cloete      | Marina Kupzowa                            | Kajsa Bergqvist                 |
| 2005 | Kajsa Bergqvist     | Chaunte Howard                            | Emma Green                      |
| 2007 | Blanka Vlašić       | Antonietta Di Martino Anna Tschitscherowa | –                               |
| 2009 | Blanka Vlašić       | Ariane Friedrich                          | Antonietta Di Martino           |
| 2011 | Anna Tschitscherowa | Blanka Vlašić                             | Antonietta Di Martino           |
| 2013 | Swetlana Schkolina  | Brigetta Barrett                          | Ruth Beitia Anna Tschitscherowa |
| 2015 | Marija Kutschina    | Blanka Vlašić                             | Anna Tschitscherowa             |
| 2017 | Marija Lassizkene   | Julija Lewtschenko                        | Kamila Lićwinko                 |
| 2019 | Marija Lassizkene   | Jaroslawa Mahutschich                     | Vashti Cunningham               |
| 2022 | Eleanor Patterson   | Jaroslawa Mahutschich                     | Elena Vallortigara              |

### Weltrekordentwicklung

#### Männer
| Höhe (m)                                   | Name                                       | Datum                                      | Ort                                        |                                            |
| Offizielle Weltrekorde der World Athletics | Offizielle Weltrekorde der World Athletics | Offizielle Weltrekorde der World Athletics | Offizielle Weltrekorde der World Athletics | Offizielle Weltrekorde der World Athletics |
| ------------------------------------------ | ------------------------------------------ | ------------------------------------------ | ------------------------------------------ | ------------------------------------------ |
| 2,00                                       | George Horine                              | 18. Mai 1912                               | Palo Alto                                  |                                            |
| 2,01                                       | Edward Beeson                              | 2. Mai 1914                                | Berkeley                                   |                                            |
| 2,03                                       | Harold Osborn                              | 27. Mai 1924                               | Urbana                                     |                                            |
| 2,04                                       | Walter Marty                               | 13. Mai 1933                               | Fresno                                     |                                            |
| 2,06                                       | Walter Marty                               | 28. April 1934                             | Palo Alto                                  |                                            |
| 2,07                                       | Cornelius Johnson                          | 12. Juli 1936                              | New York                                   |                                            |
| 2,07                                       | Dave Albritton                             | 12. Juli 1936                              | New York                                   |                                            |
| 2,09                                       | Mel Walker                                 | 12. August 1937                            | Malmö                                      |                                            |
| 2,11                                       | Lester Steers                              | 17. Juni 1941                              | Los Angeles                                |                                            |
| 2,12                                       | Walt Davis                                 | 27. Juni 1953                              | Dayton                                     |                                            |
| 2,15                                       | Charles Dumas                              | 29. Juni 1956                              | Los Angeles                                |                                            |
| 2,16                                       | Juri Stepanow                              | 13. Juli 1957                              | Leningrad                                  |                                            |
| 2,17                                       | John Thomas                                | 30. April 1960                             | Philadelphia                               |                                            |
| 2,17                                       | John Thomas                                | 21. Mai 1960                               | Cambridge                                  |                                            |
| 2,18                                       | John Thomas                                | 24. Juni 1960                              | Bakersfield                                |                                            |
| 2,22                                       | John Thomas                                | 1. Juli 1960                               | Palo Alto                                  |                                            |
| 2,23                                       | Waleri Brumel                              | 18. Juni 1961                              | Moskau                                     |                                            |
| 2,24                                       | Waleri Brumel                              | 16. Juli 1961                              | Moskau                                     |                                            |
| 2,25                                       | Waleri Brumel                              | 31. August 1961                            | Sofia                                      |                                            |
| 2,26                                       | Waleri Brumel                              | 22. Juli 1962                              | Palo Alto                                  |                                            |
| 2,27                                       | Waleri Brumel                              | 29. September 1962                         | Moskau                                     |                                            |
| 2,28                                       | Waleri Brumel                              | 21. Juli 1963                              | Moskau                                     |                                            |
| 2,29                                       | Pat Matzdorf                               | 3. Juli 1971                               | Berkeley                                   |                                            |
| 2,30                                       | Dwight Stones                              | 11. Juli 1973                              | München                                    |                                            |
| 2,31                                       | Dwight Stones                              | 5. Juni 1976                               | Philadelphia                               |                                            |
| 2,32                                       | Dwight Stones                              | 4. August 1976                             | Philadelphia                               |                                            |
| 2,33                                       | Wladimir Jaschtschenko                     | 3. Juli 1977                               | Richmond                                   |                                            |
| 2,34                                       | Wladimir Jaschtschenko                     | 16. Juni 1978                              | Tiflis                                     |                                            |
| 2,35                                       | Jacek Wszoła                               | 25. Mai 1980                               | Eberstadt                                  |                                            |
| 2,35                                       | Dietmar Mögenburg                          | 26. Mai 1980                               | Rehlingen                                  |                                            |
| 2,36                                       | Gerd Wessig                                | 1. August 1980                             | Moskau                                     |                                            |
| 2,37                                       | Zhu Jianhua                                | 11. Juni 1983                              | Peking                                     |                                            |
| 2,38                                       | Zhu Jianhua                                | 22. September 1983                         | Shanghai                                   |                                            |
| 2,39                                       | Zhu Jianhua                                | 10. Juni 1984                              | Eberstadt                                  |                                            |
| 2,40                                       | Rudolf Powarnizyn                          | 11. August 1985                            | Donezk                                     |                                            |
| 2,41                                       | Igor Paklin                                | 4. September 1985                          | Kōbe                                       |                                            |
| 2,42                                       | Patrik Sjöberg                             | 30. Juni 1987                              | Stockholm                                  |                                            |
| 2,42 H*                                    | Carlo Thränhardt                           | 26. Februar 1988                           | Berlin                                     |                                            |
| 2,43                                       | Javier Sotomayor                           | 8. September 1988                          | Salamanca                                  |                                            |
| 2,44                                       | Javier Sotomayor                           | 29. Juli 1989                              | San Juan                                   |                                            |
| 2,45                                       | Javier Sotomayor                           | 27. Juli 1993                              | Salamanca                                  |                                            |

H: In der Halle erzielt.
*: Bestleistung wurde als Freiluftwelt- und -europarekord annulliert. Diese Bestleistung war der erste Hallenweltrekord, der auch als Freiluftweltrekord ratifiziert wurde. Ermöglicht wurde dies durch eine Regel, die 1988 bis 1989 Bestand hatte. Hallenrekorde konnten als Freiluftrekorde ratifiziert werden, wenn sie unter vergleichbaren Bedingungen wie in einem Freiluftstadion zustande kamen. Dies bedeutete im Einzelnen keine Steilkurven, keine Holzböden oder Holzlaufbahn. Einige Zuschauer des Meetings, bei dem diese Bestleistung aufgestellt wurde, bemängelten, dass der flexible Parkettboden unter dem synthetischen Absprungbereich Thränhardt einen unfairen Vorteil gab. Ein von der IAAF in Auftrag gegebenes Gutachten der Anlage bestätigte die Regelkonformität. Nichtsdestoweniger wurde diese Bestleistung als Freiluftweltrekord 1991 annulliert. Weiterhin hat diese Bestleistung Gültigkeit als ehemaliger Hallenweltrekord und aktueller Halleneuroparekord.

#### Frauen
| Höhe (m)                                   | Name                       | Datum              | Ort           |
| ------------------------------------------ | -------------------------- | ------------------ | ------------- |
| 1,46 *                                     | Nancy Vorhees              | 20. Mai 1922       | Simsbury      |
| 1,485 *                                    | Elizabeth Stine            | 20. Mai 1923       | Leonia        |
| 1,485 *                                    | Mary Heath                 | 6. August 1923     | Brentwood     |
| 1,524 *                                    | Phyllis Green              | 11. Juli 1925      | London        |
| 1,552 *                                    | Phyllis Green              | 2. August 1926     | London        |
| 1,58 *                                     | Ethel Catherwood           | 6. September 1926  | Regina        |
| 1,58 *                                     | Lien Gisolf                | 3. Juli 1928       | Brüssel       |
| 1,595 *                                    | Ethel Catherwood           | 5. August 1928     | Amsterdam     |
| 1,605 *                                    | Lien Gisolf                | 18. August 1929    | Amsterdam     |
| 1,62 *                                     | Lien Gisolf                | 12. Juni 1932      | Amsterdam     |
| Offizielle Weltrekorde der World Athletics |                            |                    |               |
| 1,65                                       | Jean Shiley                | 7. August 1932     | Los Angeles   |
| 1,65                                       | Mildred Didrikson Zaharias | 7. August 1932     | Los Angeles   |
| 1,66                                       | Dorothy Tyler              | 29. Mai 1939       | Brentwood     |
| 1,66                                       | Esther Brand               | 29. März 1941      | Stellenbosch  |
| 1,66                                       | Ilsebill Pfenning          | 27. Juli 1941      | Lugano        |
| 1,71                                       | Fanny Blankers-Koen        | 30. Mai 1943       | Amsterdam     |
| 1,72                                       | Sheila Lerwill             | 7. Juli 1951       | London        |
| 1,73                                       | Alexandra Tschudina        | 22. Mai 1954       | Kiew          |
| 1,74                                       | Thelma Hopkins             | 5. Mai 1956        | Belfast       |
| 1,75                                       | Iolanda Balaș              | 14. Juli 1956      | Bukarest      |
| 1,76                                       | Mildred McDaniel           | 1. Dezember 1956   | Melbourne     |
| 1,76                                       | Iolanda Balaș              | 13. Oktober 1957   | Bukarest      |
| 1,77                                       | Zheng Fengrong             | 17. November 1957  | Peking        |
| 1,78                                       | Iolanda Balaș              | 7. Juni 1958       | Bukarest      |
| 1,80                                       | Iolanda Balaș              | 22. Juni 1958      | Cluj          |
| 1,81                                       | Iolanda Balaș              | 31. Juli 1958      | Poiana Brașov |
| 1,82                                       | Iolanda Balaș              | 4. Oktober 1958    | Bukarest      |
| 1,83                                       | Iolanda Balaș              | 18. Oktober 1958   | Bukarest      |
| 1,84                                       | Iolanda Balaș              | 21. September 1959 | Bukarest      |
| 1,85                                       | Iolanda Balaș              | 6. Juni 1960       | Bukarest      |
| 1,86                                       | Iolanda Balaș              | 10. Juli 1960      | Bukarest      |
| 1,87                                       | Iolanda Balaș              | 15. April 1961     | Bukarest      |
| 1,88                                       | Iolanda Balaș              | 18. Juni 1961      | Warschau      |
| 1,90                                       | Iolanda Balaș              | 8. Juli 1961       | Budapest      |
| 1,91                                       | Iolanda Balaș              | 16. Juli 1961      | Sofia         |
| 1,92                                       | Ilona Gusenbauer           | 4. September 1971  | Wien          |
| 1,92                                       | Ulrike Meyfarth            | 4. September 1972  | München       |
| 1,94                                       | Jordanka Blagoewa          | 24. September 1972 | Zagreb        |
| 1,94                                       | Rosemarie Witschas         | 24. August 1974    | Berlin        |
| 1,95                                       | Rosemarie Witschas         | 8. September 1974  | Rom           |
| 1,96                                       | Rosemarie Witschas         | 8. Mai 1976        | Dresden       |
| 1,96                                       | Rosemarie Ackermann        | 3. Juli 1977       | Dresden       |
| 1,97                                       | Rosemarie Ackermann        | 14. August 1977    | Helsinki      |
| 1,97                                       | Rosemarie Ackermann        | 26. August 1977    | Berlin        |
| 2,00                                       | Rosemarie Ackermann        | 26. August 1977    | Berlin        |
| 2,01                                       | Sara Simeoni               | 4. August 1978     | Brescia       |
| 2,01                                       | Sara Simeoni               | 31. August 1978    | Prag          |
| 2,02                                       | Ulrike Meyfarth            | 8. September 1982  | Athen         |
| 2,03                                       | Ulrike Meyfarth            | 21. August 1983    | London        |
| 2,03                                       | Tamara Bykowa              | 21. August 1983    | London        |
| 2,04                                       | Tamara Bykowa              | 25. August 1983    | Pisa          |
| 2,05                                       | Tamara Bykowa              | 22. Juni 1984      | Kiew          |
| 2,07                                       | Ljudmila Andonowa          | 20. Juli 1984      | Berlin        |
| 2,07                                       | Stefka Kostadinowa         | 25. Mai 1986       | Sofia         |
| 2,08                                       | Stefka Kostadinowa         | 31. Mai 1986       | Sofia         |
| 2,09                                       | Stefka Kostadinowa         | 30. August 1987    | Rom           |
| 2,10                                       | Jaroslawa Mahutschich      | 7. Juli 2024       | Paris         |

*: Als Weltrekord durch die Frauensportorganisation FSFI anerkannt, vor der Registrierung von Frauenweltrekorden durch die Internationale Leichtathletik-Föderation IAAF.

### Weitere Rekorde
(Stand: September 2016)
| Rekord                                    | Höhe (m)  | Name                            | Datum                              | Ort              |
| ----------------------------------------- | --------- | ------------------------------- | ---------------------------------- | ---------------- |
| Olympischer Rekord (M)                    | 2,39      | Charles Austin                  | 28. Juli 1996                      | Atlanta          |
| Olympischer Rekord (F)                    | 2,06      | Jelena Wladimirowna Slessarenko | 28. August 2004                    | Athen            |
| Junioren-Weltrekord (M)                   | 2,37      | Dragutin Topić                  | 12. August 1990                    | Plowdiw          |
| Junioren-Weltrekord (M)                   | 2,37      | Steve Smith                     | 20. September 1992                 | Seoul            |
| Junioren-Weltrekord (F)                   | 2,01      | Olga Turtschak                  | 7. Juli 1986                       | Moskau           |
| Junioren-Weltrekord (F)                   | 2,01      | Heike Balck                     | 18. Juni 1989                      | Karl-Marx-Stadt  |
| Jugend-Weltrekord (M)                     | 2,33      | Javier Sotomayor                | 19. Mai 1984                       | Havanna          |
| Jugend-Weltrekord (F)                     | 1,96      | Charmaine Gale-Weavers          | 4. April 1981                      | Bloemfontein     |
| Jugend-Weltrekord (F)                     | 1,96      | Olga Turtschak                  | 7. September 1984                  | Donezk           |
| Jugend-Weltrekord (F)                     | 1,96      | Eleanor Patterson               | 7. Dezember 2013                   | Townsville       |
| Jugend-Weltrekord (F)                     | 1,96      | Vashti Cunningham               | 1. August 2015                     | Edmonton         |
| Deutscher Landesrekord (M) − Hallenrekord | 2,37 2,42 | Carlo Thränhardt                | 2. September 1984 26. Februar 1988 | Rieti Berlin     |
| Deutscher Landesrekord (F) − Hallenrekord | 2,06 2,07 | Ariane Friedrich Heike Henkel   | 14. Juni 2009 8. Februar 1992      | Berlin Karlsruhe |
| Österreichischer Landesrekord (M)         | 2,28      | Markus Einberger                | 18. Mai 1986                       | Schwechat        |
| Österreichischer Landesrekord (F)         | 1,97      | Sigrid Kirchmann                | 21. August 1993                    | Stuttgart        |
| Schweizer Landesrekord (M)                | 2,33      | Loïc Gasch                      | 8. Mai 2021                        | Lausanne         |
| Schweizer Landesrekord (F)                | 1,97      | Salome Lang                     | 27. Juni 2021                      | Langenthal       |

### Weltbestenliste
Die Liste umfasst nur im Freien übersprungene Höhen. A = Leistung wurde unter Höhenbedingungen erzielt.

#### Männer
Alle Springer über 2,36 Meter und höher.
Letzte Veränderung: 10. August 2024
1. 2,45 m  Javier Sotomayor, Salamanca, 27. Juli 1993
2. 2,43 m  Mutaz Essa Barshim, Brüssel, 5. September 2014
3. 2,42 m  Patrik Sjöberg, Stockholm, 30. Juni 1987 (Europarekord)
4. 2,42 m  Bohdan Bondarenko, New York, 14. Juni 2014
5. 2,41 m  Igor Paklin, Kōbe, 4. September 1985
6. 2,41 m  Iwan Sergejewitsch Uchow, Doha, 9. Mai 2014
7. 2,40 m  Rudolf Powarnizyn, Donezk 11. August 1985
8. 2,40 m  Sorin Matei, Bratislava, 20. Juni 1990
9. 2,40 m  Charles Austin, Zürich, 7. August 1991
10. 2,40 m  Wjatscheslaw Woronin, London, 5. August 2000
11. 2,40 m  Derek Drouin, Des Moines, 25. April 2014
12. 2,40 m  Andrij Prozenko, Lausanne 3. Juli 2014
13. 2,40 m  Danil Lyssenko, Monaco, 20. Juli 2018
14. 2,39 m  Zhu Jianhua, Eberstadt, 10. Juni 1984
15. 2,39 m  Hollis Conway, Norman, 30. Juli 1989
16. 2,39 m  Gianmarco Tamberi, Monaco, 15. Juli 2016
17. 2,38 m  Hennadij Awdjejenko, Rom, 6. September 1987
18. 2,38 m  Sergei Maltschenko, Banská Bystrica, 4. September 1988
19. 2,38 m  Dragutin Topić, Belgrad, 1. August 1993
20. 2,38 m  Troy Kemp, Nizza, 12. Juli 1995
21. 2,38 m  Artur Partyka, Eberstadt, 18. August 1996
22. 2,38 m  Jacques Freitag, Oudtshoorn, 5. März 2005
23. 2,38 m  Andrij Sokolowskyj, Rom, 8. Juli 2005
24. 2,38 m  Andrei Silnow, London, 25. Juli 2008
25. 2,38 m  Zhang Guowei, Eugene, 30. Mai 2015
26. 2,37 m  Waleri Sereda, Rieti, 2. September 1984
27. 2,37 m  Carlo Thränhardt, Rieti, 2. September 1984 (deutscher Rekord)
28. 2,37 m  Tom McCants, Columbus, 8. Mai 1988
29. 2,37 m  Jerome Carter, Columbus, 8. Mai 1988
30. 2,37 m  Serhij Dymtschenko, Kiew, 16. September 1990
31. 2,37 m  Steve Smith, Seoul, 20. September 1992
32. 2,37 m  Stefan Holm, Athen, 13. Juli 2008
33. 2,37 m  Jesse Williams, Eugene, 26. Juni 2011
34. 2,37 m  Robert Grabarz, Lausanne, 23. August 2012
35. 2,37 m  Erik Kynard, Lausanne, 4. Juli 2013
36. 2,37 m  Donald Thomas, Székesfehérvár, 18. Juli 2016
37. 2,37 m  Ilja Iwanjuk, Smolensk, 17. Mai 2021
38. 2,37 m  Maksim Nedassekau, Székesfehérvár, 6. Juli 2021
39. 2,36 m  Gerd Wessig, Moskau, 1. August 1980
40. 2,36 m  Sergei Sassimowitsch, Taschkent, 5. Mai 1984
41. 2,36 m  Dietmar Mögenburg, Eberstadt, 10. Juni 1984
42. 2,36 m  Eddy Annys, Gent, 26. Mai 1985
43. 2,36 m  Jim Howard, Rehlingen, 8. Juni 1987
44. 2,36 m  Ján Zvara, Prag, 23. August 1987
45. 2,36 m  Clarence Saunders, Auckland, 1. Februar 1990
46. 2,36 m  Doug Nordquist, Norwalk, 15. Juni 1990
47. 2,36 m  Georgi Dakow, Brüssel, 10. August 1990
48. 2,36 m  Dalton Grant, Tokio, 1. September 1991
49. 2,36 m  Lábros Papakóstas, Athen, 21. Juni 1992
50. 2,36 m  Tim Forsyth, Melbourne, 2. März 1997
51. 2,36 m  Steinar Hoen, Oslo, 1. Juli 1997
52. 2,36 m  Sergei Kljugin, Zürich, 12. August 1998
53. 2,36 m  Konstantin Matusevich, Perth, 5. Februar 2000
54. 2,36 m  Martin Buß, Edmonton, 8. August 2001
55. 2,36 m  Aleksander Walerianczyk, Bydgoszcz, 20. Juli 2003
56. 2,36 m  Michal Bieniek, Biała Podlaska, 28. Mai 2005
57. 2,36 m  Jaroslav Bába, Rom, 8. Juli 2005
58. 2,36 m  Dusty Jonas, Boulder, 18. Mai 2008
59. 2,36 m  Alexei Dmitrik, Tscheboksary, 23. Juli 2011
60. 2,36 m  Alexander Schustow, Tscheboksary, 23. Juli 2011
61. 2,36 m  Majd Eddin Ghazal, Peking, 18. Mai 2016
62. 2,36 m  Dsmitryj Nabokau, Brest, 25. Mai 2018
63. 2,36 m  Brandon Starc, Eberstadt, 26. August 2018
64. 2,36 m  JuVaughn Harrison, College Station, 14. Mai 2021
65. 2,36 m  Shelby McEwen, Paris, 10. August 2024
66. 2,36 m  Hamish Kerr, Paris, 10. August 2024

- Schweizer Rekord: 2,33 m Loïc Gasch, Lausanne, 8. Mai 2021
- österreichischer Rekord: 2,28 m Markus Einberger, Schwechat, 18. Mai 1986

#### Frauen
Alle Springerinnen über 2,00 Meter oder höher.
Letzte Veränderung: 7. Juli 2024
1. 2,10 m  Jaroslawa Mahutschich, Paris, 7. Juli 2024
2. 2,09 m  Stefka Kostadinowa, Rom, 30. August 1987
3. 2,08 m  Blanka Vlašić, Zagreb, 31. August 2009
4. 2,07 m  Ljudmila Andonowa, Berlin, 20. Juli 1984
5. 2,07 m  Anna Tschitscherowa, Tscheboksary, 22. Juli 2011
6. 2,06 m  Kajsa Bergqvist, Eberstadt, 26. Juli 2003
7. 2,06 m  Hestrie Cloete, Paris, 31. August 2003
8. 2,06 m  Jelena Slessarenko, Athen, 28. August 2004
9. 2,06 m  Ariane Friedrich, Berlin, 14. Juni 2009 (deutscher Rekord)
10. 2,06 m  Marija Lassizkene, Lausanne, 6. Juli 2017
11. 2,05 m  Tamara Bykowa, Kiew, 22. Juni 1984
12. 2,05 m  Heike Henkel, Tokio, 31. August 1991
13. 2,05 m  Inha Babakowa, Tokio, 15. September 1995
14. 2,05 m  Tia Hellebaut, Peking, 23. August 2008
15. 2,05 m  Chaunté Howard Lowe, Des Moines, 26. Juni 2010
16. 2,04 m  Silvia Costa, Barcelona, 9. September 1989
17. 2,04 m  Wenelina Wenewa-Mateewa, Kalamata, 2. Juni 2001
18. 2,04 m  Irina Gordejewa, Eberstadt, 19. August 2012
19. 2,04 m  Brigetta Barrett, Des Moines, 22. Juni 2013
20. 2,03 m  Ulrike Meyfarth, London, 21. August 1983
21. 2,03 m  Louise Ritter, Austin, 8. Juli 1988
22. 2,03 m  Tatjana Babaschkina, Bratislava, 30. Mai 1995
23. 2,03 m  Níki Bakogiánni, Atlanta, 3. August 1996
24. 2,03 m  Antonietta Di Martino, Mailand, 24. Juni 2007
25. 2,03 m  Swetlana Schkolina, Tscheboksary, 4. Juli 2012
26. 2,03 m  Nicola Olyslagers, Eugene, 17. September 2023
27. 2,02 m  Jelena Jelessina, Seattle, 23. Juli 1990
28. 2,02 m  Monica Iagăr, Budapest, 6. Juni 1998
29. 2,02 m  Ruth Beitia, San Sebastian, 4. August 2007
30. 2,02 m  Marina Kupzowa, Hengelo, 1. Juni 2003
31. 2,02 m  Wita Stjopina, Athen, 28. August 2004
32. 2,02 m  Elena Vallortigara, London, 22. Juli 2018
33. 2,02 m  Nafissatou Thiam, Talence, 22. Juni 2019
34. 2,02 m  Julija Lewtschenko, Minsk, 10. September 2019
35. 2,02 m  Vashti Cunningham, Chula Vista, 29. Mai 2021
36. 2,02 m  Eleanor Patterson, Eugene, 19. Juli 2022
37. 2,01 m  Sara Simeoni, Brescia, 4. August 1978
38. 2,01 m  Olga Turtschak, Moskau, 7. Juli 1986
39. 2,01 m (A)  Desiré Du Plessis, Johannesburg, 16. September 1986
40. 2,01 m  Heike Balck, Karl-Marx-Stadt, 18. Juni 1989
41. 2,01 m  Alina Astafei, Wörrstadt, 27. Mai 1995
42. 2,01 m  Hanne Haugland, Zürich, 13. August 1997
43. 2,01 m  Jelena Guljajewa, Kalamata, 23. Mai 1998
44. 2,01 m  Wita Palamar, Zürich, 15. August 2003
45. 2,01 m  Amy Acuff, Zürich, 15. August 2003
46. 2,01 m  Iryna Mychaltschenko, Eberstadt, 18. Juli 2004
47. 2,01 m  Emma Green, Barcelona, 1. August 2010
48. 2,00 m  Rosemarie Ackermann, Berlin, 26. August 1977
49. 2,00 m (A)  Charmaine Gale-Weavers, Pretoria, 25. März 1985
50. 2,00 m  Ljudmyla Awdjejenko, Brjansk, 17. Juli 1987
51. 2,00 m  Swetlana Issaewa-Lessewa, Drama, 8. August 1987
52. 2,00 m  Larissa Kossizyna, Tscheljabinsk, 16. Juli 1988
53. 2,00 m  Jan Wohlschlag, Oslo, 1. Juli 1989
54. 2,00 m  Yolanda Henry, Sevilla, 30. Mai 1990
55. 2,00 m  Biljana Petrović, Saint-Denis, 22. Juni 1990
56. 2,00 m  Tazzjana Scheutschyk, Homel, 14. Mai 1993
57. 2,00 m  Ioamnet Quintero, Monaco, 7. August 1993
58. 2,00 m  Britta Bilac, Helsinki, 14. August 1994
59. 2,00 m  Tisha Waller, Walnut, 18. April 1999
60. 2,00 m  Zuzana Hlavoňová, Prag, 5. Juni 2000
61. 2,00 m  Dóra Győrffy, Nyíregyháza, 26. Juli 2001
62. 2,00 m  Wiktorija Serjogina, Brjansk, 11. Juni 2002
63. 2,00 m  Daniela Rath, Florenz, 22. Juni 2003
64. 2,00 m  Jekaterina Sawtschenko, Dudelange, 1. Juli 2007
65. 2,00 m  Marie-Laurence Jungfleisch, Eberstadt, 16. Juli 2016
66. 2,00 m  Mirela Demirewa, Stockholm, 10. Juni 2018
67. 2,00 m  Karyna Taranda, Lausanne, 5. Juli 2019
68. 2,00 m  Nadeschda Dubowizkaja, Almaty, 8. Juni 2021
69. 2,00 m  Iryna Heraschtschenko, Eugene, 19. Juli 2022
70. 2,00 m  Lamara Distin, Fayetteville, 24. Februar 2024
71. 2,00 m  Natalja Spiridonowa, Moskau, 25. Februar 2024
72. 2,00 m  Rachel Glenn, Boston, 9. März 2024

- österreichischer Rekord: 1,97 m Sigrid Kirchmann, Stuttgart, 21. August 1993
- Schweizer Rekord: 1,97 m Salome Lang, Langenthal, 27. Juni 2021